# Siegmund Saborrosch

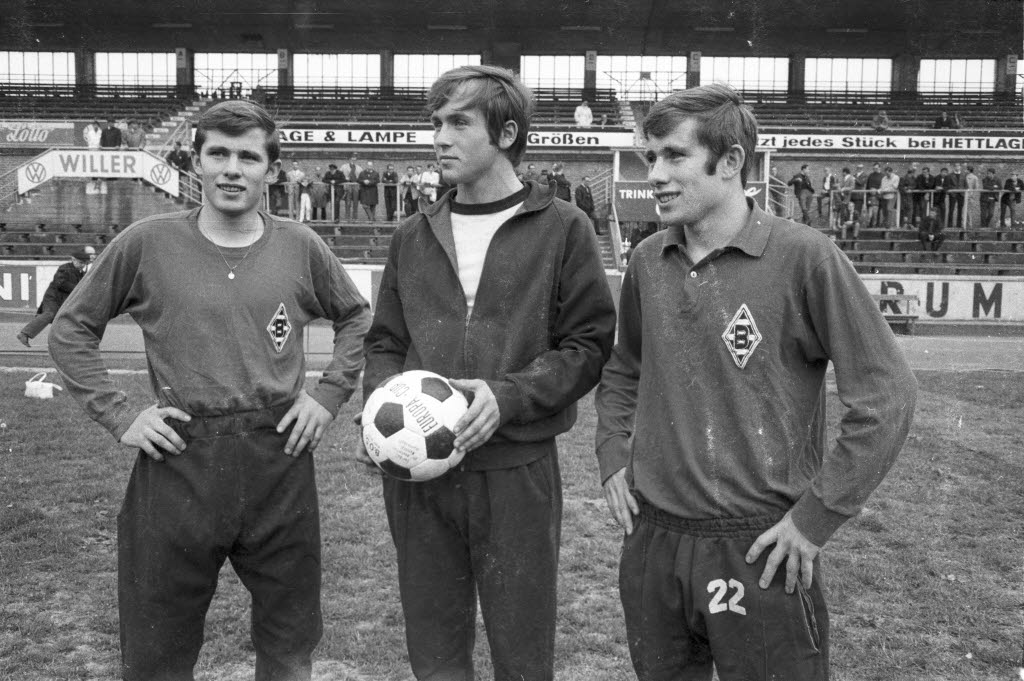
Klaus-Willi Baumanns, Siegmund Saborrosch und Dieter Baumanns (v. l. n. r.) im Mai 1968 beim Probetraining bei Holstein Kiel

Siegmund Saborrosch (* 7. Oktober 1949) ist ein ehemaliger deutscher Fußballspieler. Mit Holstein Kiel und dem FC 08 Villingen spielte er Ende der 1960er und Anfang der 1970er Jahre in der seinerzeit zweitklassigen Regionalliga, die in fünf Staffeln ausgetragen wurde. Der Defensivspieler hat von 1968 bis 1974 für die Vereine FC 08 Villingen und Holstein Kiel insgesamt 147 Regionalligaspiele absolviert und fünf Tore erzielt.

## Sportlicher Werdegang
Saborrosch begann mit dem Fußballspielen beim TSV Plön. Dort avancierte er zum Junioren-Auswahlspieler, nach zwölf Spielen für die Landesauswahl von Schleswig-Holstein lief er auch dreimal in der norddeutschen Auswahlmannschaft auf, wo er unter anderem an der Seite von Horst Wohlers spielte. Im Mai 1968 bestritt er – zusammen mit dem bei Borussia Mönchengladbach unter Vertrag stehenden Zwillingspaar Klaus-Willi und Dieter Baumanns – ein Probetraining bei Holstein Kiel. Anstatt jedoch beim norddeutschen Klub zu landen, folgte er dem Kieler Trainer Rudi Faßnacht, der im Sommer des Jahres ein Angebot des FC 08 Villingen angenommen hatte und nach Süddeutschland wechselte. Der Klub lockte den minderjährigen Stürmer – volljährig wurde man in Deutschland seinerzeit mit 21 Jahren – mit Handgeld, Wohnung und einem Betonbauerpraktikum, da er ein Bauingenieurwesensstudium anstrebte. In der Spielzeit 1968/69 belegte er mit dem Klub den 13. Tabellenrang und hatte 12 Ligaspiele absolviert.
Im Sommer 1969 kam Saborrosch doch noch zu seinem Engagement bei Holstein Kiel: Im Tausch mit Winfried Schülke kehrte er nach einer Saison in den Norden zurück. Dabei war er neben dem späteren Österreich-Legionär Horst Mißfeld und Rudolf Christiansen einer von drei externen Vertragsspielern, die der Klub in der vierwöchigen Transferperiode kaufte. Mit dem Klub spielte er anfangs unter Trainer Peter Ehlers um die Teilnahme an der Aufstiegsrunde zur Bundesliga, zudem scheiterte die Mannschaft im DFB-Pokal 1970/71 nach einem 2:1-Erstrundenerfolg am 13. Dezember 1970 über Bundesligist VfB Stuttgart erst im Achtelfinale am 20. Februar 1971 nach Verlängerung mit 2:5 am Erstligisten Rot-Weiß Oberhausen. Mittlerweile war der vormalige Stürmer zum Abwehrspieler „umgeschult“ worden, dies schlug sich auch in der zeitgenössischen Berichterstattung wieder, in der das „konsequente[…] Einsteigen“ sowie die teilweise übertriebene Härte Saborroschs und seiner Nebenleute hervorgehoben wurde. Er hatte in beiden Spielen in der Kieler Defensive seinen Beitrag geleistet.
In den folgenden Jahren rutschte der Klub im jeweiligen Endklassement und damit auch in der für die Qualifikation zur 1974 eingeführten 2. Bundesliga maßgeblichen Fünfjahreswertung ab. Aufgrund des Abstiegs des Nordklubs Hannover 96 am Ende der Bundesliga-Spielzeit 1973/74 bedeutete der 13. Tabellenplatz im Regionalliga-Endklassement 1973/74 das Verpassen der Zweitligaqualifikation, da der in der Fünfjahreswertung gleichaufliegende TSR Olympia Wilhelmshaven die Spielzeit auf dem siebten Platz beendet hatte. Auch der Trainerwechsel von Edgar Preuß hin zu Werner Bannasch im Februar 1974 verhalf den „Störchen“ nicht mehr zu einem besseren Tabellenplatz. In seiner letzten Regionalligarunde hatte Saborrosch in der Defensive 26 Ligaspiele (1 Tor) bestritten.
Nach dem Kieler Abstieg blieb Saborrosch zunächst bei Holstein Kiel – inwiefern hier der DFB-Beschluss, dass die bisherige Regelung, wonach Regionalliga-Absteiger von der Zustimmungspflicht zum Wechsel eines Vertragsspielers in den Amateurbereich ausgenommen waren, aufgehoben wurde, ist unklar – und wechselte später zu Eutin 08, abschließend ließ er ab 1978 seine Karriere bei seinem Heimatverein TSV Plön ausklingen. Mit dem Klub stieg er bis in die Verbandsliga Schleswig-Holstein auf, zudem gewann er mit dem Klub 1980 den SHFV-Pokal und trat in der ersten Runde im DFB-Pokal 1980/81 an, wo sich der 1. FC Saarbrücken mit einem 3:0-Erfolg durchsetzte. Dem Klub blieb Saborrosch über seine aktive Laufbahn hinaus verbunden und ist dort bis heute unter anderem als Fitness- und Athletik-Trainer tätig.